# Claudia Köhler (Molekularbiologin)
Claudia Köhler (* 11. November 1971 in Schwerin) ist eine deutsche Biologin, Professorin für Pflanzliche Molekulare Zellbiologie an der Swedish University of Agricultural Sciences in Uppsala (Schweden) und Direktorin am Max-Planck-Institut für molekulare Pflanzenphysiologie.

## Werdegang
Köhler studierte von 1990 bis 1996 Biologie an der Martin-Luther-Universität Halle-Wittenberg. Sie promovierte 1999 an der Albert-Ludwigs-Universität Freiburg und wechselte anschließend an das Institut für Pflanzenbiologie unter Ueli Grossniklaus an der Universität Zürich. Von 2005 bis 2010 war sie Assistenzprofessorin am Institut für Pflanzenwissenschaften an der Eidgenössischen Technische Hochschule (ETH) Zürich.
Seit 2010 ist Köhler Professorin für Pflanzliche Molekulare Zellbiologie an der Swedish University of Agricultural Sciences in Uppsala (Schweden). Seit 2021 ist sie Direktorin am Max-Planck-Institut für molekulare Pflanzenphysiologie.

## Forschung
Köhler beschäftigt sich mit Epigenetik bei Pflanzen. Sie forscht an der Schnittstelle von Entwicklungsbiologie und Evolutionsbiologie und versucht die genetischen und epigenetischen Mechanismen zu identifizieren, die einen Einfluss auf Samenentwicklung und pflanzliche Artbildung haben. Ihr Hauptaugenmerk liegt dabei auf der Rolle des Endosperms bei der Kontrolle des Samenwachstums, der Regulierung der Embryonalentwicklung sowie der Errichtung von Interspezies-Barrieren und Interploidie-Hybridisierungen. Sie zeigte, wie durch epigenetische Manipulation des männlichen Genoms die Hybridisierungsbarrierenausgeschaltet werden können.
Sie konnte in Arabidopsis thaliana das erste genomisch geprägte Gen zur Artbildung aufzeigen.
Ein weiterer Forschungsbereich von Köhler sind Transposons. Transposons sind mobile genomische Elemente, die ihre Position im Genom verändern können. Köhler konnte zeigen, dass Transposons die genetische Grundlage für Hybridisierungsbarrieren zwischen kürzlich divergierenden Arten bilden, was die schnelle Evolution von Hybridiserungsbarrieren erklärt. Sie untersucht dabei die an diesem Prozess beteiligten epigenetischen Pfade.

## Auszeichnungen
- seit 2018 Mitglied der Nationalen Akademie der Wissenschaften Leopoldina.[3]
- seit 2017 Mitglied der Königlichen Schwedischen Akademie der Wissenschaften
- seit 2017 Mitglied der European Molecular Biology Organisation (EMBO)[4]
- 2017 Göran Gustafsson-Preis der Königlichen Schwedischen Akademie der Wissenschaften[5]
- seit 2014 Mitglied der Königlichen Vereinigung der Wissenschaften in Uppsala, Schweden